# عملیات‌های توکلنا علی‌الله

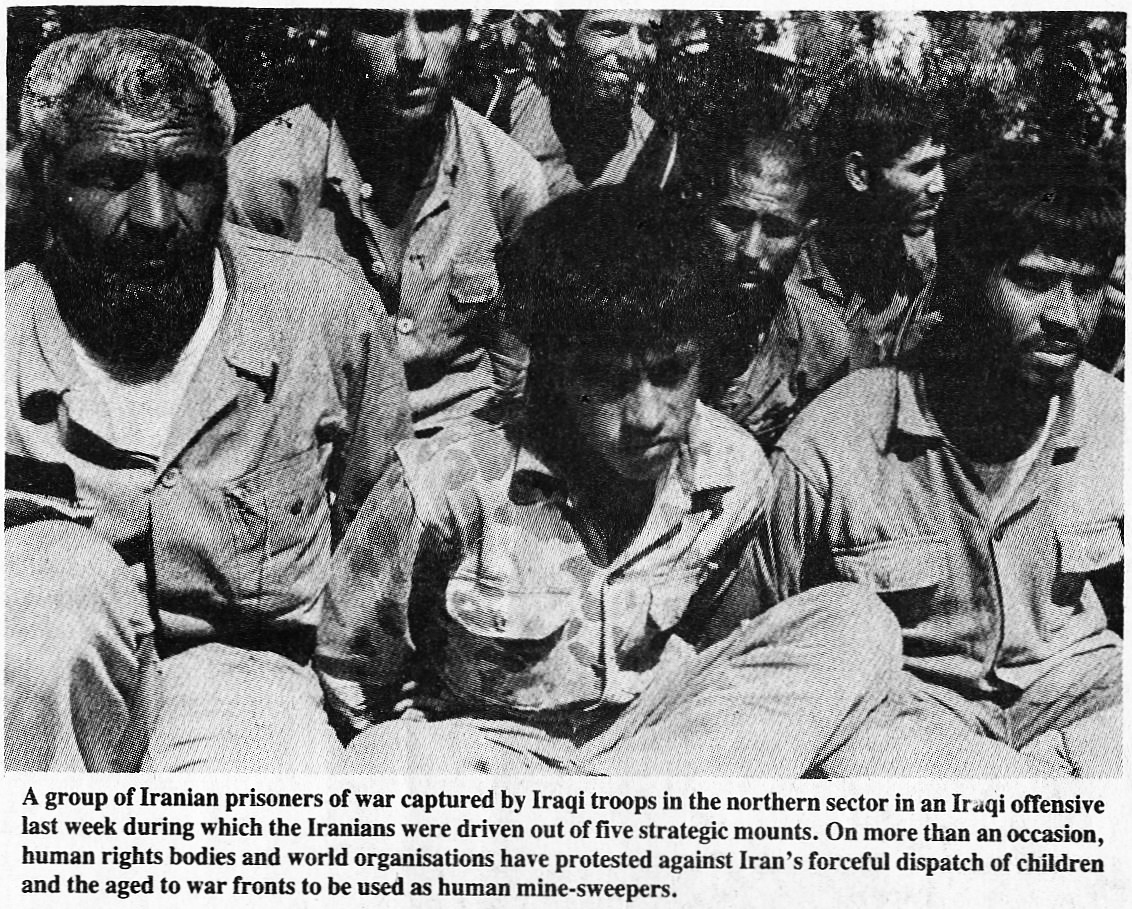
سربازان ایرانی اسیر شده طی عملیات عراق

عملیات توکلنا علی‌الله یک رشته از مجموع پنج عملیات تهاجمی نیروهای عراقی در انتهای جنگ ایران و عراق می‌باشد. این عملیات‌ها شامل نبرد دوم فاو، نبرد دریاچه‌های پرورش ماهی، نبرد جزایر مجنون، نبرد دهلران، و نبرد قصر شیرین می‌باشد. هدف اولیه عراق باز پس‌گیری شبه جزیره عراقی فاو از اشغال ایران بود ولی با موفقیت کامل و فراتر از انتظار نیروهای عراقی (تنها در عرض ۳۶ ساعت با وجود پیش‌بینی فرماندهان عراق برای پنج روز عملیات) و شکست واحدهای ایرانی حاضر و عقب‌نشینی آنان، فرماندهان عراقی به ادامه نبرد در سایر محورها ترغیب شدند.

## پیش زمینه
پس از عملیات کربلای ۵ در، دیماه ۱۳۶۵ و قبل از اتمام تابستان ارتش عراق به صورت مخفی شروع به تمرین در دشت‌های پشت بصره نمود. این مانورهای آموزشی معمولاً شامل چندین لشکر و تجهیزات عظیمی نمونه‌ای بود که عراقی‌ها قصد گرفتن آن‌ها را از ایرانی‌ها داشتند.
با ناکامی ایران در عملیات کربلای ۵ در هدف تسخیر بصره ۱۳۶۵ و تحریم جنگ نفتکش‌ها توسط آمریکا در خلیج فارس در ۱۳۶۶؛ نظامیان ایران نیروی انسانی و لوازم و روحیه خود را از دست دادند و در نتیجه آن تعداد ایرانیانی که مخالف جنگ بودند افزایش یافت. به این ترتیب نیروهای نظامی ایرانی تحرک و ابتکار عمل نظامی خود را برای تجدید قوا و انجام عملیات جدید بر ضد عراق در سال ۱۳۶۷ را از دست داد. همچنین در یک همایش استراتژیک برای رهبری نظامی ایران مسجل شد که برای شکست عراق نیاز به بازآموزی نظامیان ایرانی دارد که این امر خود ممکن بود تا پنج سال دیگر به طول بینجامد. به این ترتیب نظامیان ایرانی تصمیمی به حمله و اشغال بیشتر عراق در سال ۱۳۶۷ نگرفتند. در همین زمان در طول سال ۱۳۶۶ با پشتیبانی گسترده تعدادی از کشورهای اروپایی و اتحاد جماهیر سوسیالیستی شوروی ارتش عراق به‌طور گسترده دوباره تسلیح شد و به چهارمین قدرت نظامی دنیا در آن زمان تبدیل شد. با این وجود عراقی‌ها اجازه دادند تا ایرانی‌ها به تهاجمات هزینه بر خود، که غیر از تصرف شهر حلبچه، اکثریت عملیات ایرانی‌ها در این زمان با شکست یا بن‌بست پایان می‌یافت ادامه دهند.
شبه جزیره فاو از اواخر سال ۱۳۶۴ با عملیات غافلگیرانه به نام عملیات والفجر ۸ ایرانی‌ها تحت اشغال نیروهای نظامی ایران بود. تسخیر شبه جزیره فاو توسط نظامیان ایرانی ضربه‌ای قوی به حیثیت نظامی عراق به‌شمار می‌آمد که بعد از عملیات کربلای ۵ در سال ۱۳۶۵ با تهدید بصره از سمت جنوب شرق همراه شده بود. صدام آزادسازی شبه جزیره فاو را عنوان اولویت اصلی نظامی خود قلمداد کرد و ژنرال عراقی ماهر عبدالرشید برای باز پس‌گیری جزیره وعده داده بود. برنامه‌ریزی برای بازپس‌گیری شبه جزیره بلافاصله پس از اشغال آن توسط ایرانی‌ها آغاز شده بود. این برنامه‌ریزی تا حد زیادی در خفی توسط یک گروه کوچک شش نفره با حضور خود صدام حسین که در این زمان به شدت خود را درگیر در فرایند برنامه‌ریزی این عملیات کرده بود انجام می‌شد.

## نبرد

### نبرد دوم فاو
برای دومین نبرد فاو، عملیات رمضان المبارک، در اوایل فروردین ۶۷، عراقی‌ها بیش از ۱۰۰۰۰۰ سرباز که حدود ۶۰ درصد آن‌ها از نیروهای ویژه گارد ریاست جمهوری بودند را در نظر گرفته بودند. در مقابل نیروهای ایرانی شامل ۱۵۰۰۰ نفر از نیروهای داوطلب بسیجی بودند. فرماندهی عراق انتظار داشت تا این نبرد چندین هفته به طول بینجامد با این حال به دلیل شکست واحدهای ایرانی، عراقی‌ها توانستند خود شبه جزیره را در طول مدتی کمی بیش از یک روز و با حداقل تلفات باز پس بگیرند.

### نبرد دریاچه ماهی
در ساعت ۹:۳۰ صبح ۲۵ می ۱۹۸۸، عراق عملیاتی را که به عملیات «توکلنا علی الله اول» مشهور شد شروع نمود. این عملیات شامل بزرگترین حمله توپخانه‌ای در طول تاریخ بود که با حمله شیمیایی همراه شد. با وجود تلاش ایرانی‌ها برای پر کردن آب نیزارها، نیزارها از قبل به‌واسطه خشک سالی و نیز مهندسی عراقی‌ها خشک شده بودند. خشک شدن نیزارها به عراقی‌ها اجازه می‌داد تا با استفاده مؤثرتر از تانک به تخریب سنگرها و مواضع ایرانی‌ها بپردازند. استعداد نیروهای عراقی شرکت‌کننده در این عملیات تا ۱۳۵۰۰۰ نفر می‌رسید که از یگان‌های مختلف گارد ریاست جمهوری و لشکر سوم بودند که در جبهه‌ای به طول ۱۵ مایل پیش می‌رفتند. برتری عددی نفرات عراقی به ایرانی‌ها ۴ به ۱ بود. عراقی‌ها به نیروهای ایرانی در شرق بصره در دریاچه ماهیگیری و با شدتی کمتر در شمال یورش بردند.
دفاع ایرانی‌ها تنها شامل استفاده از شیارها، کیسه‌های شن، گودال‌های ضد تانک، و میدان‌ها مین بود.
نیروهای عراقی ابتدا از کانال قاسم پیشرفتند و سپس کریدوری به عرض ۱۵ مایل به سمت شرق و جنوب شرق باز نمودند. مقاومت اولیه ایرانی‌ها شدید بود و تلفات سنگینی بر عراقی‌ها وارد آمد این مقاومت با پاتکی نیز همراه شد که عراقی‌ها آن را به عقب راندند. حمله جدید عراقی‌ها با استفاده از هلیکوپتر و سلاح‌های شیمیایی همراه بود که ایرانی‌های را مجبور به عقب‌نشینی عجولانه‌ای نمود و گزارش‌هایی نیز از به هم خوردن آرایش ایران‌ها موجود است.
تلفات ایرانی‌ها در برخی مواضع چهار برابر تلفات عراقی‌ها بود. عراقی‌ها علاوه برا تلفات زیادی که بر ایرانی‌ها وارد کردند توانستند نیروهای ایرانی را به پشت مرزها رسمی عقب برانند. ایران سرزمین‌هایی را که توانسته بود یک سال پیش با تلفات ۶۵۰۰۰ نفری نیروهایش به اشغال درآورد بعد از ۱۰ ساعت نبرد از دست داد.: 265  به‌علاوه ایران تا انتهای جنگ از اطراف بصره بیرون رانده شد. شکست در این نبرد باعث باختن روحیه ایرانی‌ها شد به‌طوری‌که پس از آن استخدام نظامیان داوطلب ایرانی تا ۷۰ درصد کاهش یافت. از طرف دیگر ایرانی‌ها تجهیزات فراوانی را از دست دادند که جایگزینی این تجهیزات برای ایران به سادگی امکان‌پذیر نبود.
پاتک ایرانی‌ها-
در مواجهه با چنین شکست‌هایی، رهبر وقت ایران اکبر هاشمی رفسنجانی را به عنوان فرماندهی کل قوا منصوب کرد، هر چند رفسنجانی عملاً برای چندین ماه پیش تر از آن این پست را در اختیار داشت. رفسنجانی عجولانه دستور به ضد حمله به داخل عراق داد که در ۱۳ جون ۱۹۸۸ شروع شد. نیروهای داوطلب ایرانی با نفراتی به تعداد ۲۰۰۰۰ تا ۲۵۰۰۰ از سپاه پاسداران در آرایش‌هایی با نفرات ۵۰ نفری به خطوط مقدم دفاعی عراق یورش بردند و تا ۱۰ کیلومتر به درون عراق در منطقه شرق بصره پیش رفتند. همچنین نیروی هوایی ایران موفق به حمله به کاخ صدام در بغداد شد. با این حال پس از ۱۰ ساعت نبرد سنگین نیروهای ایرانی به مواضع اولیه خود عقب رانده شدند این امر با استفاده عراق از ۶۵۰ هلیکوپتر و ۳۰۰ سرتی پرواز و حمله هوا به زمین ممکن شد. پاتک ایرانی‌ها نشان داد که با وجود شکست‌های سنگین، ایران هنوز توان سازماندهی حمله به عراق را دارا می‌باشد با این حال ایران تلاش زیادی برای بهینه‌سازی نیروهای نظامی خود انجام نداده‌است. این وضعیت منجر به حرکت‌های انقلابی به جای نبرد حرفه‌ای می‌شد.

### عملیات چلچراغ
در ۱۸ ژوئن ارتش عراق با کمک نیروهای سازمان مجاهدین خلق که در آن زمان عراق مستقر بودند عملیات تهاجمی بر ضد نیروهای ایران در منطقه مهران آغاز نمود. در این عملیات که با حمایت ۵۳۰ سرتی پرواز نیروی هوایی ارتش عراق و استفاده شدید از گاز اعصاب انجام شد خطوط نیروهای ایرانی شکسته شد و شهر مهران به‌دست نیروهای سازمان مجاهدین خلق سقوط کرد. نیروهای اشغالگر توانستند چندین تپه اطراف این شهر را نیز به تصرف خود درآورند. علاوه بر این چندین انبار تدارکات نیروهای نظامی ایران دست نخورده به دست نیروهای اشغالگر افتاد. غنایم شامل تعداد زیادی تویوتا لندکروز و تانک بود. تلفات جانی نیروهای ایرانی به بیش از ۳۵۰۰ کشته و مجروح می‌رسید.

### نبرد جزایر مجنون
در ۲۵ ژوئن، اوایل تیر ماه، عراق «دومین عملیات توکلنا علی‌الله» را برای بازپس‌گیری هور جزایر مجنون آغاز نمود. صدها تانک بر ضد نیروهای ایرانی بکار گرفته شدند به‌طوری‌که نیروهای عراقی با نسبت ۲۰ به یک به ایرانی‌ها برتری عددی داشتند. گارد ریاست جمهوری عراق با استفاده از نمونه‌های تمرینی جزیره خود را برای این عملیات آماده کرده بود. حمله با یکی از بزرگترین گلوله‌باران‌ها کل تاریخ که با استفاده شدید از گازهای شیمیایی همراه بود آغاز شد که در نتیجه آن بسیاری از مدافعان ایرانی جزیره توان دفاع را از دست دادند. نیروی هوایی عراق با انجام ۴۰۰ سورتی پرواز حمله هوا به زمین از این حمله پشتیبانی می‌نمود. ارتش ایران با اختصاص ۳۵ فروند جنگنده به‌صورتی مستاصل درصدد پاد حمله به حمله توپخانه‌ای، آبی-خاکی، و پیشروی عراقی‌ها برآمد که ایرانی‌ها به سادگی در هوا، آب و در خشکی در هم شکست خوردند. کماندوهای عراقی با استفاده از ماشین‌های آبی خاکی عقبه جزیره را مسدود نمودند. در برخی گزارش‌ها آمده‌است که عراقی‌ها در عقب جزیره و پشت سر سربازان ایرانی، چترباز پیاده نمودند که در صورت صحت اولین استفاده عراق از نیروهای چترباز در این جنگ به‌شمار می‌آید. پیشروی زمینی عراق در ساعت ۳:۳۰ صبح آغاز شد که با استفاده از سلاح‌های آبی خاکی و خودروهای آبی خاکی در جزیره پیاده شدند. پس از آن بلافاصله با ایجاد پل شناور تعداد زیادی نیرو به داخل جزیره منتقل نمودند. ایرانی‌ها زمان ناچیزی برای پاسخ داشتند. عراقی‌ها از ۲۰۰۰ تانک بر ضد ۶۰ تانک ایرانی استفاده نمودند.
هنگامی که گارد ریاست جمهوری شروع به پاک‌سازی دو جزیره کرد گروه سومی سواحل غربی آن را محافظت کردند و توسط کماندوهای سوار بر هاورکرافت راه‌های ارتباط ایرانی‌ها را با سرزمین ایران قطع نمودند. در پی این نبرد که در طی هشت ساعت نیروهای ایرانی مستاصل شدند ۲۱۱۵ ایرانی به اسارت عراقی‌ها درآمد. با وجود اسارت عده‌ای از رزمندگان ایرانی اکثریت مدافعان ایرانی در این نبرد کشته شدند. صدام به‌طور زنده در تلویزیون دولتی عراق ظاهر شد.

### نبرد العماره و نبرد دهلران
دو عملیات پایانی توکلنا علی الله در العماره و خانقین انجام شد. در خط محور خانقین، ارتش عراق توانست شهر حلبچه را از ایران بازپس بگیرد.
تا ۱۳ژوئیه در خط مرکزی مقدم، عراقی‌ها از العماره عبور کرده و وارد داخل خاک ایران شده‌بودند. آن‌ها توانسته بودند مقاومت پراکنده ایرانی‌ها را در هم شکسته و شهر دهلران را اشغال نموده، تا ۳۰ کیلومتر در خاک ایران پیش رفته و ۲۵۰۰ رزمنده ایرانی را به همراه مقادیر معتنابهی از ادوات نظامی ایرانی به اسارت خود درآورند، که انتقال آن‌های به عراق روزها به طول انجامید. بعد از پذیرش قطعنامه نیروهای عراقی توسط ایرانیان به عقب رانده شدند.

## استفاده از سلاح‌های شیمیایی
در این عملیات نیروهای عراقی در مقاطعی از این عملیات به صورت تاکتیکی از سلاح‌های شیمیایی استفاده کردند. حملات گازهای سیانید و اعصاب به وسیلهٔ توپخانه عراق انجام شد و حملات با گاز خردل، که زمان پایداری بیشتری داشت، از طریق حمله هوایی انجام می‌شد.

## پی آمد
با وجود شکست سنگین نیروهای ایرانی در عملیات شبه جزیره فاو، ایران موفق شد با عقب‌نشینی بخش بزرگی از نیروهای خود را از منطقه تخلیه کند و از اسارت بخش بزرگتری از نیروهای ایرانی پیشگیری شد. البته حدود ۴٬۰۰۰ نفر از نیروهای ایرانی در این عملیات به اسارت عراق درآمدند.
عراق هم با وجود اشغال دهلران با اعلام اینکه دیگر قصدی برای اشغال ایران ندارد، به‌طور سریع عقب‌نشینی نمود. عراقی‌ها در پاییز همان سال ۱۳۶۷ تجهیزات به غنیمت گرفته شده از ایرانی‌ها را به نمایش گذاشتند.
این عملیات گسترده چهارماهه عراق به همراه عملیات آخوندک نیروی دریایی آمریکا، رهبران ایران را به این نتیجه رساند که ایران قادر به پیروزی در این جنگ همه‌جانبه نخواهند بود. پس از شکست‌ها و عقب‌نشینی‌های پیاپی ایران در سال ۶۷، رهبر ایران در تیر ماه همان سال قطعنامه ۵۹۸ شورای امنیت سازمان ملل متحد را پذیرفت. سرانجام در انتهای تابستان آتش‌بس به اجرا درآمد و جنگ ۸ ساله دو کشور پایان یافت.